# Gare de Fraipont
La gare de Fraipont est une gare ferroviaire belge de la ligne 37, qui relie Liège-Guillemins à Hergenrath, située au village de Fraipont sur le territoire de la commune de Trooz, en Région wallonne, dans la province de Liège.
Elle est mise en service en 1884 par les Chemins de fer de l'État belge.
C'est une halte voyageurs de la Société nationale des chemins de fer belges (SNCB) desservie par des trains Suburbains (S) du Réseau express régional liégeois.

## Situation ferroviaire
Établie à 112 m d'altitude, la gare de Fraipont est située au point kilométrique (PK) 13,752 de la ligne 37, de Liège-Guillemins à Hergenrath (frontière), entre les gares ouvertes de Trooz et de Nessonvaux.

## Histoire
La gare de Fraipont est ouverte le 18 avril 1887 par l’Administration des chemins de fer de l’État belge. En 1896-1897, l’État y construit un tout petit bâtiment de plan type 1893 sur une assise surélevée accolée au mur de soutènement de la ligne.
La halte ne comprend que le corps central servant de logement et de guichet ainsi qu’une petite aile annexe munie d’une cour, de toilettes et d’un magasin pour les bagages et colis. Normalement, ces haltes comprenaient aussi une aile servant de salle d’attente qui fut omise à Fraipont. Près de 150 haltes de ce type comprenant de nombreuses variations furent édifiées sur tout le territoire belge entre 1893 et 1914.
Ce bâtiment a finalement été détruit, on peut toujours apercevoir la base en pierre sur laquelle ce bâtiment était bâti, qui été recouverte de gravier et accueille un abri à vélos. 
Les quais ont été surhaussés et munis de nouveaux abris dans les années 2000. 

## Service des voyageurs

### Accueil
Halte SNCB, c'est un point d'arrêt non géré (PANG) à accès libre.

### Dessertes
Fraipont est desservie par des trains Suburbains (S) de la ligne S41 du RER liégeois.
Une relation S41 relie Liège-Saint-Lambert à Aix-la-Chapelle et une seconde, uniquement en semaine, Hasselt à Verviers-Central.

### Intermodalité
Un parc pour les vélos est installé en gare et le stationnement des véhicules est possible à proximité.

## Comptage voyageurs
Le graphique et le tableau montrent le nombre de passagers qui en moyenne embarquent durant la semaine, le samedi et le dimanche.
| Nombre de voyageurs qui embarquent à la gare de Fraipont | Nombre de voyageurs qui embarquent à la gare de Fraipont | Nombre de voyageurs qui embarquent à la gare de Fraipont | Nombre de voyageurs qui embarquent à la gare de Fraipont |
|                                                          | Semaine                                                  | Samedi                                                   | Dimanche                                                 |
| -------------------------------------------------------- | -------------------------------------------------------- | -------------------------------------------------------- | -------------------------------------------------------- |
| 1977                                                     | 119                                                      | 56                                                       | 65                                                       |
| 1978                                                     | 126                                                      | 56                                                       | 59                                                       |
| 1979                                                     | 127                                                      | 49                                                       | 79                                                       |
| 1980                                                     | 156                                                      | 85                                                       | 87                                                       |
| 1981                                                     | 152                                                      | 93                                                       | 62                                                       |
| 1982                                                     | 140                                                      | 53                                                       | 53                                                       |
| 1983                                                     | 155                                                      | 51                                                       | 38                                                       |
| 1984                                                     | 181                                                      | 42                                                       | 76                                                       |
| 1985                                                     | 180                                                      | 43                                                       | 61                                                       |
| 1986                                                     | 158                                                      | 55                                                       | 44                                                       |
| 1987                                                     | 174                                                      | 64                                                       | 49                                                       |
| 1988                                                     | 193                                                      | 73                                                       | 37                                                       |
| 1989                                                     | 213                                                      | 54                                                       | 48                                                       |
| 1990                                                     | 200                                                      | 53                                                       | 49                                                       |
| 1991                                                     | 214                                                      | 51                                                       | 32                                                       |
| 1992                                                     | 212                                                      | 62                                                       | 40                                                       |
| 1993                                                     | 206                                                      | 49                                                       | 67                                                       |
| 1994                                                     | 220                                                      | 82                                                       | 46                                                       |
| 1995                                                     | 222                                                      | 54                                                       | 45                                                       |
| 1996                                                     | 197                                                      | 41                                                       | 23                                                       |
| 1997                                                     | 239                                                      | 42                                                       | 38                                                       |
| 1998                                                     | 170                                                      | 40                                                       | 32                                                       |
| 1999                                                     | 145                                                      | 46                                                       | 30                                                       |
| 2000                                                     | 176                                                      | 44                                                       | 34                                                       |
| 2001                                                     | 130                                                      | 38                                                       | 22                                                       |
| 2002                                                     | 159                                                      | 39                                                       | 23                                                       |
| 2003                                                     | 156                                                      | 36                                                       | 26                                                       |
| 2004                                                     | 155                                                      | 36                                                       | 29                                                       |
| 2005                                                     | 138                                                      | 32                                                       | 23                                                       |
| 2006                                                     | 138                                                      | 39                                                       | 46                                                       |
| 2007                                                     | 136                                                      | 32                                                       | 22                                                       |
| 2008                                                     | -                                                        | -                                                        | -                                                        |
| 2009                                                     | 146                                                      | 33                                                       | 20                                                       |
| 2010                                                     | -                                                        | -                                                        | -                                                        |
| 2011                                                     | -                                                        | -                                                        | -                                                        |
| 2012                                                     | 138                                                      | 23                                                       | 23                                                       |
| 2013                                                     | 162                                                      | 25                                                       | 38                                                       |
| 2014                                                     | 136                                                      | 34                                                       | 34                                                       |
| 2015                                                     | 118                                                      | 53                                                       | 20                                                       |
| 2016                                                     | 121                                                      | 73                                                       | 35                                                       |
| 2017                                                     | 127                                                      | 37                                                       | 70                                                       |
| 2018                                                     | 80                                                       | 44                                                       | 30                                                       |
| 2019                                                     | 90                                                       | 44                                                       | 35                                                       |
| 2020                                                     | 65                                                       | 40                                                       | 26                                                       |
| 2021                                                     | -                                                        | -                                                        | -                                                        |
| 2022                                                     | 127                                                      | 72                                                       | 58                                                       |
| 2023                                                     | 101                                                      | 35                                                       | 29                                                       |
| 2024                                                     | 157                                                      | 88                                                       | 45                                                       |